# Philipp Jakob Greil
Philipp Jakob Greil (* 29. April 1729 in Pfunds; † 4. Oktober 1787 ebenda) war ein Tiroler Barockmaler.

## Leben
Greil lernte die Malerei bei Johann Zangerle in Fendels und bei Franz Sumier in München. Er arbeitete zunächst längere Zeit in Bayern, wo er Werke für einige Klöster schuf und den Titel eines kurfürstlichen Hofmalers verliehen bekam. Um 1765 kehrte er in seine Heimat Pfunds zurück und malte Fresken und Altarbilder für Kirchen im Tiroler Oberland. Seine Fresken zeigen einen kräftigen und bewegten Stil, der an Giovanni Battista Tiepolo und Matthäus Günther erinnert.

## Werke
- Fassadenmalereien hll. Johannes Nepomuk, Antonius, Madonna, Turm in Pfunds, um 1755 (zugeschrieben)[1]
- Deckenmalereien Verehrung des Namens Jesu, Himmelfahrt Mariä, Josef als Fürsprecher, Pfarrkirche Serfaus, 1766[2]
- Deckengemälde und Altarblätter, Pfarrkirche St. Leonhard im Pitztal, um 1767[3]
- Deckengemälde im Langhaus hl. Franz Xaver, Verbreitung des Rosenkranzes, musizierende Engel, Pfarrkirche Kappl, 1774[4]
- Deckenmalereien mit Szenen aus dem Leben Johannes des Täufers, Expositurkirche Spiss, um 1778[5]
- Wandmalereien, Johanneskirche, Imst (nicht erhalten)[6]